# Pseudotrimezia tenuissima
Pseudotrimezia tenuissima är en irisväxtart som beskrevs av Pierfelice Ravenna. Pseudotrimezia tenuissima ingår i släktet Pseudotrimezia och familjen irisväxter. Inga underarter finns listade i Catalogue of Life.